# 1993

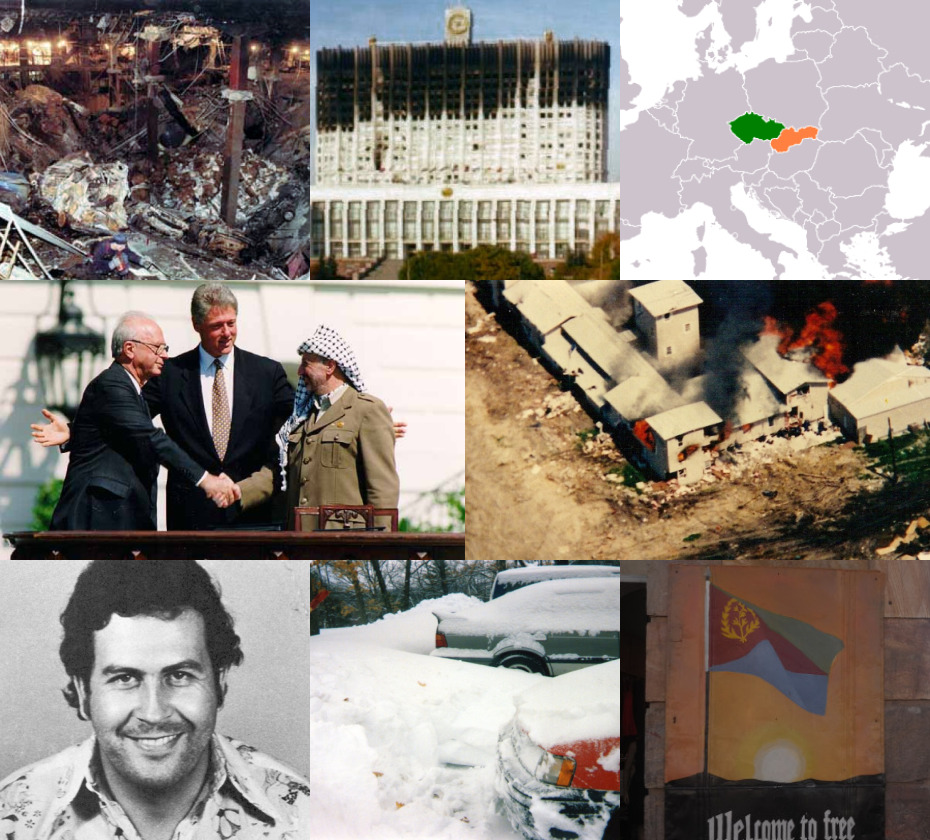
En el sentido de las agujas del reloj desde la parte superior izquierda: Ramzi Yousef y otros terroristas islámicos detonan un camión bomba en el garaje subterráneo de la Torre Norte del World Trade Center en Estados Unidos; La Casa Blanca rusa es bombardeada durante la crisis constitucional rusa de 1993; Checoslovaquia se disuelve pacíficamente en la República Checa y Eslovaquia; En los Estados Koresh y los Davidianos en una búsqueda de armas ilegales, lo que termina con el edificio incendiado y matando a la mayoría dentro; Eritrea obtiene la independencia; La mayor tormenta de nieve pasa sobre los Estados Unidos y Canadá, provocando más de 300 muertes; El narcotraficante y narcoterrorista Pablo Escobar es abatido por fuerzas especiales colombianas; se firman los Acuerdos de Oslo I en un intento por resolver el conflicto israelí-palestino.

1993 (MCMXCIII) fue un año común comenzado en viernes del calendario gregoriano. Fue declarado año Internacional de las Poblaciones Indígenas del Mundo por la Organización de las Naciones Unidas.

## Acontecimientos

### Enero
- 1 de enero:

Mapa de la antigua Checoslovaquia, subdividida en República Socialista Checa y la República Socialista Eslovaca.

  - Checoslovaquia 2 nuevos estados: la República Checa y Eslovaquia.[2]
  - se inaugura el canal de noticias europeo Euronews en cinco idiomas: alemán, español, francés, inglés e italiano.
  - entra en circulación el nuevo peso mexicano (MXN), equivalente a 1000 viejos pesos (MXP).[3]
- 2 de enero: las tres partes en conflicto en Bosnia Herzegovina se reúnen en la ciudad suiza de Ginebra.
- 3 de enero: Bush y Yeltsin firman el acuerdo de desarme nuclear START II, para reducir los arsenales nucleares.[4]
- 5 de enero: en las Islas Shetland se esparcen los 84 700 litros de petróleo del carguero Braer.
- 11 de enero: Se crea WWE RAW, marca de la empresa de lucha libre profesional WWE.
- 12 de enero: en Colombia, el Bloque de Búsqueda abate a Juan Carlos Ospina Álvarez (alias Enchufe), jefe de sicarios del Cártel de Medellín.
- 13 de enero: en París se firma un acuerdo para la prohibición de las armas químicas.
- 15 de enero: un terremoto de 7,6 sacude la isla de Hokkaido dejando 2 muertos y cientos de heridos.
- 16 de enero: en Colombia, las autoridades matan a Víctor Giovanni Granada (alias El Zarco), sicario del Cártel de Medellín.
- 20 de enero: Bill Clinton toma posesión como 42.º presidente de los Estados Unidos.[5]
- 21 de enero: en el sector financiero de Bogotá (Colombia) sucede un atentado terrorista que deja 21 heridos.
- 27 de enero: en el paraje La Romana de Catadau (España), son hallados los cadáveres de Toñi, Miriam y Desirée, las niñas de Alcácer, tras estar 75 días desaparecidas.
- 30 de enero: Atentado terrorista en el centro de Bogotá (Colombia). Estalla un coche bomba, causando 25 muertos y 70 heridos; el crimen se atribuye al Cártel de Medellín.
- 31 de enero: en Pasadena (California), los Dallas Cowboys, equipo de fútbol americano, ganan la XXVII edición de la Superbowl al vencer a los Buffalo Bills por 52-17.

### Febrero
- 6 de febrero:
  - en Colombia, la policía mata a Leonardo Rivera (alias Leo), jefe de sicarios del Cártel de Medellín.
  - Bélgica se convierte en un estado federal.
- 9 de febrero: El cantautor guatemalteco Ricardo Arjona publica Animal nocturno.
- 10 de febrero: Mario Conde pacta con la banca estadounidense J. P. Morgan la ampliación de capital de Banesto.
  - en España se crean las dos primeras universidades privadas de Madrid: Alfonso X el Sabio y San Pablo-CEU.
  - en Colombia, la banda terrorista Los Pepes asesinan a Rodrigo Arrieta Polanía, miembro del Cártel de Medellín.
- 12 de febrero: en Liverpool, (Reino Unido) es asesinado un niño llamado James Bulger.
- 14 de febrero: en México se inaugura el Estadio Hidalgo, es sede del Club de Fútbol Pachuca.
- 15 de febrero:
  - en Eslovaquia, Michal Kováč es elegido primer presidente.
  - en Madrid (España) la policía desarticula una banda de trata de personas que había introducido ilegalmente en España a más de 2000 ciudadanas dominicanas para obligarlas a prostituirse.
  - En el centro de Bogotá (Colombia), el Cártel de Medellín hace explotar dos coches bomba, dejando 4 muertos y 155 heridos.
- 17 de febrero: Pedro Pacheco, alcalde de Jerez de la Frontera, es expulsado del Partido Andalucista por su continuada crítica al otro líder del partido, Alejandro Rojas-Marcos, alcalde de Sevilla.
- 18 de febrero: en Colombia, Carlos Mario Alzate Urquijo (alias El Arete) se entrega a la Fiscalía.
- 19 de febrero: aparecen unos supuestos fragmentos del cráneo de Adolf Hitler en un tintero del Archivo Estatal de Rusia, procedentes de sus restos calcinados y desenterrados por los rusos en Berlín, en 1945.
- 20 de febrero: en el Estadio Azteca la pelea entre Julio César Chávez y Greg Haugen.
- 22 de febrero: la ONU aprueba la creación de un Tribunal Penal Internacional para la Antigua Yugoslavia.
- 23 de febrero: los países de la OEA firman la Declaración de Cartagena de Indias, en la que se insta a educar a los pueblos para la democracia.
- 24 de febrero: 
  - se realizan en Cuba las elecciones legislativas.
  - fallece el exfutbolista inglés Bobby Moore.
- 25 de febrero:
  - en Cataluña, la canción Els Segadors es declarada himno de la comunidad autónoma.[6]
  - Brian Mulroney presenta su dimisión como 22.º primer ministro de Canadá.
  - Kim Young-sam asume como presidente de Corea del Sur.
- 26 de febrero:

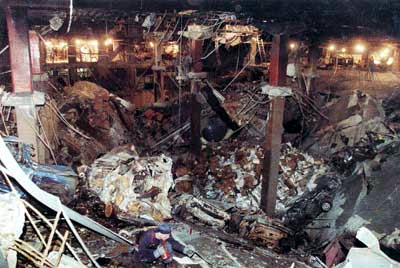
Daños del aparcamiento tras el atentado en el World Trade Center

- - atentado terrorista en el World Trade Center de Nueva York.[7]
  - en el centro de Medellín (Colombia) explota un coche bomba en la calle 49 con carrera 50. 40 personas heridas y cuantiosos daños materiales es el saldo del atentado terrorista perpetrado por el Cartel de Medellín.

### Marzo
- 1 de marzo:
  - nace la Unión Internacional de Telecomunicaciones, que hasta la fecha era conocida como CCITT.
  - en Colombia, las autoridades matan a Hernán Henao, alias HH, jefe de seguridad del cártel de Medellín.
- 5 de marzo: Comienza la 9.ª Edición de la Copa Mundial de Fútbol Sub-20 de 1993 realizada por segunda vez en Australia.
- 10 de marzo:
  - en Argentina, el Gobierno de Carlos Saúl Menem clausura los Servicios Interurbanos de Ferrocarriles.
  - en Galicia (España), durante un pleno celebrado por la Junta de Galicia, el líder nacionalista del BNG, Xosé Manuel Beiras, golpea su escaño con un zapato para protestar contra una reforma del reglamento de la Cámara promovida por el entonces presidente, Manuel Fraga (considerada una de las imágenes históricas de la política gallega).
- 13 de marzo: Paul Keating gana las elecciones federales en Australia por primera y única vez.
- 13-15 de marzo: una fuerte tormenta golpea el este de los Estados Unidos, con récord de caída de nieve; deja un saldo de 184 personas muertas.
- 14 de marzo: se aprueba la Constitución del Principado de Andorra.[8]
- 19 de marzo: en Colombia la policía mata en su propio apartamento a Mario Castaño Molina, alias El Chopo quien era el último jefe militar del Cártel de Medellín.
- 20 de marzo:
  - se aprueba la Ley de Amnistía para la Consolidación de la Paz de El Salvador, la cual fue sancionada por el entonces presidente de la República, Alfredo Cristiani.
  - En Sídney (Australia) Finaliza el Mundial sub-20 donde Brasil es campeón del mundo de esta categoría por tercera vez al derrotar 2-1 en la final a Ghana.
- 21 de marzo: se realiza la primera vuelta de las elecciones legislativas en Francia.
- 22 de marzo: en España, Marino Barbero (juez del Tribunal Supremo) recibe el informe de unos peritos de Hacienda referido al escándalo Filesa, en el que se afirma que esta empresa recibió más de mil millones de pesetas por informes inexistentes y que al parecer realizó pagos para financiar al PSOE.
- 23 de marzo: Noruega, Austria, Finlandia y Suecia comienzan conversaciones para su ingreso en la Unión Europea.
- El intérprete mexicano Manuel Mijares, publicada su álbum Encadenado, producido en Madrid por el español Juan Carlos Calderón.
- 25 de marzo: en el estado de Oregón se registra un terremoto de 5,6.
- 27 de marzo:
  - Argelia rompe relaciones diplomáticas con Irán tras una 1997 oleada de violencia vinculada con el fundamentalismo islámico en el país norteafricano, acusando a Teherán de interferir en sus asuntos internos.
  - en República Popular China, Jiang Zemin es 1999 nombrado presidente.
- 28 de marzo: se realiza la segunda vuelta de las elecciones legislativas en Francia
- 29 de marzo En Ecuador, el cerro Tamuga, ubicado entre las provincias del Azuay y Cañar se derrumba, causando un severo taponamiento en los ríos cercanos. Se da así el Desastre de la Josefina, que produjo una cuantiosa cantidad de pérdidas materiales, inclusive 150 fallecidos y miles de damnificados.
- 31 de marzo: muere a los 28 años de edad Brandon Lee hijo del mítico artista de artes marciales Bruce Lee después de recibir un disparo accidental en el set de grabación de la película The Crow.

### Abril
- 1 de abril: el Gobierno español remite para su dictamen al Consejo Económico y Social un nuevo modelo de relaciones laborales que afectará a la legislación laboral y a las modalidades de contratos.
- 1 de abril: inicia sus transmisiones Cinecanal.
- 3 de abril: termina el apagón eléctrico en Colombia. Regresan los relojes a su hora normal.
- 4 de abril: el presidente estadounidense Bill Clinton y el presidente ruso Boris Yeltsin se reúnen en la Cumbre de Vancouver.
- 13 de abril: El cantante puertorriqueño Ricky Martin, publica su segundo álbum de estudio como solista título Me amarás, producido en Madrid por el español Juan Carlos Calderón.
- 15 de abril: explota un coche bomba en el centro comercial Centro 93, situado en el barrio de Chicó, al norte de Bogotá, dejando 11 muertos, 218 heridos y locales comerciales destruidos. El atentado es atribuido al Cártel de Medellín.
- 16 de abril: 
  - en la guerra de Bosnia, el enclave de Srebrenica está declarado como "zona segura" protegida por la ONU.
  - en las afueras de Medellín (Colombia) el grupo terrorista Los Pepes asesina a Guido Parra, (abogado de Pablo Escobar) y a su hijo Guido Andrés.
- 17 de abril: fallece de un ataque cardíaco el presidente turco Turgut Özal. Le sucede Süleyman Demirel.
- 19 de abril:

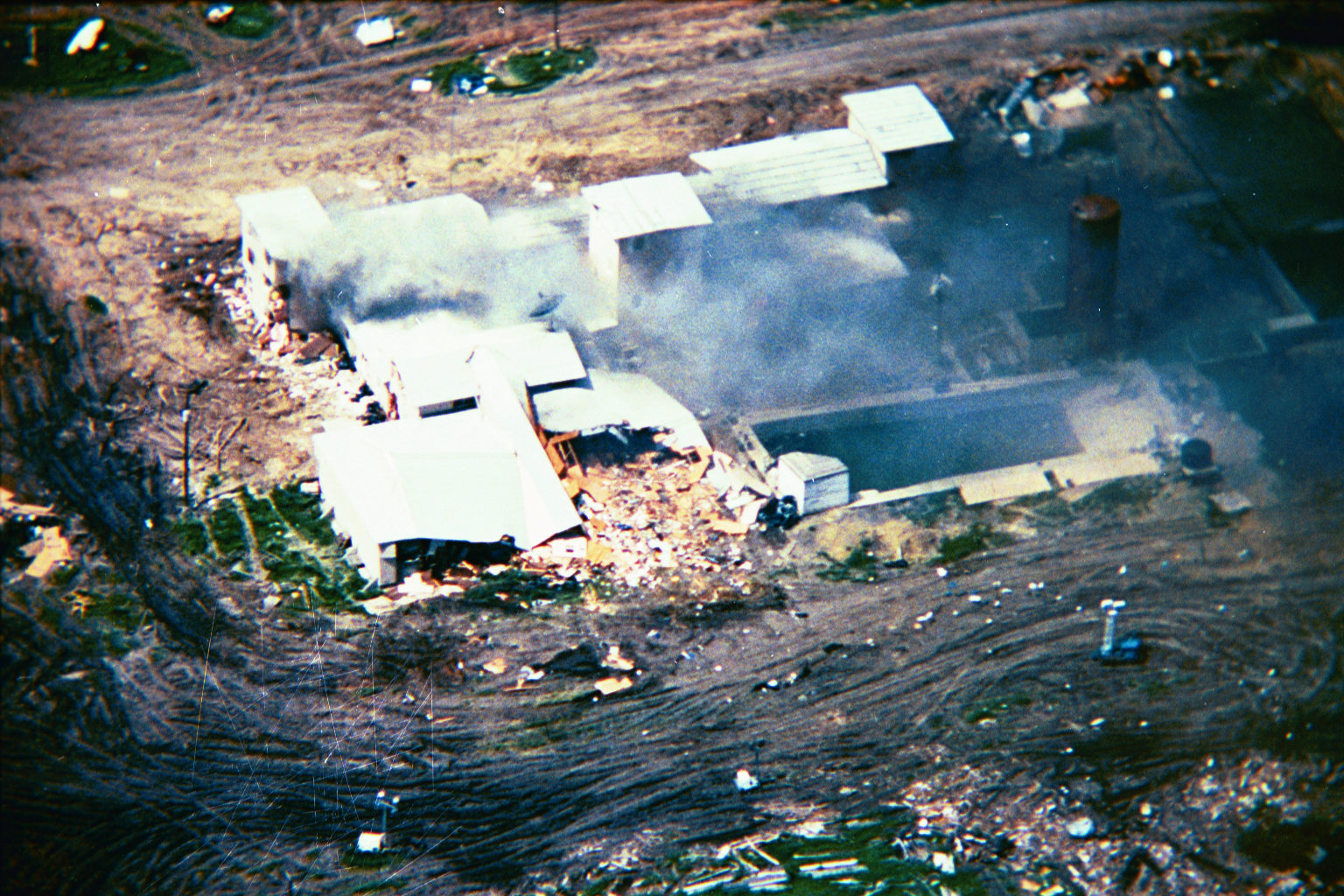
Imagen aérea del incendio en el complejo de los davidianos durante el último día del asedio.

el FBI cerca el recinto donde se encuentran los miembros de la secta de los davidianos, liderada por David Koresh, en Waco, Texas, resultando en la muerte de Koresh y otros 74 miembros del grupo.
- 20 de abril: La banda estadounidense de rock Aerosmith, publica su undécimo álbum de estudio Get a Grip.
- 30 de abril: en el Torneo de Hamburgo la tenista yugoslava Mónica Seles es apuñalada por un fanático seguidor de su contrincante, el ataque cambió la historia del tenis y desde entonces se reforzaron las medidas de seguridad.[10]
- 30 de abril: en Latinoamérica inicia transmisiones Cartoon Network Latinoamérica variante latinoamericana del canal estadounidense Cartoon Network.

### Mayo
- 9 de mayo: Juan Carlos Wasmosy, es elegido como nuevo presidente de Paraguay.
- En Guatemala se realizan elecciones municipales para elegir 276 alcaldes municipales.
- 11 de mayo: en México a través del Canal 4 (XHTV-TV) de Televisa, se estrena el programa de televisión deportivo La Jugada.
- 15 de mayo: en Millstreet (Irlanda) se celebra la XXXVIII Edición de Eurovisión. El tema del país anfitrión, In Your Eyes, de la solista Niamh Kavanagh, es el vencedor.
- 19 de mayo: Se accidenta un Boeing 727 que operaba como el Vuelo 501 de SAM Colombia en el páramo de Frontino, cerca de Medellín, Colombia. Ninguno de los 132 ocupantes sobrevive al impacto.
- 21 de mayo:
  - en Venezuela, la Corte Suprema de Justicia da el fallo al antejuicio de mérito contra el presidente Carlos Andrés Pérez por el delito de Malversación de caudales públicos de los 250 millones de la Partida Secreta.
  - Octavio Lepage es nombrado nuevo presidente interno de Venezuela.
- 24 de mayo:

Eritrea obtiene su independencia

- - Eritrea se independiza de Etiopía y es reconocido como país.[11]
  - en el Aeropuerto Internacional de Guadalajara (México) es asesinado el cardenal Juan Jesús Posadas Ocampo. Por orden escrita del presidente Carlos Salinas no se le practicará la autopsia al cadáver.[12]
- 25 de mayo:
  - el Consejo de Seguridad de las Naciones Unidas crea el Tribunal Penal Internacional para la Antigua Yugoslavia.[13]
  - en Guatemala, un autogolpe de estado provocado por el presidente Jorge Serrano Elías, disuelve el Congreso de la República, la Corte Suprema de Justicia y la Corte de Constitucionalidad. Dicho suceso recibe el nombre de "Serranazo".
  - El cantautor español José Luis Perales publica su álbum Gente maravillosa.

### Junio
- 1 de junio:
  - en Buenos Aires, (Argentina) empieza a emitirse el canal de noticias TN.
  - en el marco del sitio de Sarajevo, sucede un atentado durante un partido de fútbol: 15 muertos y 80 heridos.
  - en Guatemala, Jorge Serrano Elías renuncia a su cargo como presidente de Guatemala, tras el autogolpe de estado llamado "Serranazo". Gustavo Adolfo Espina Salguero es nombrado presidente interino.
- 4 de junio: en Venezuela, Ramón J. Velásquez es elegido como presidente interino de este país.
- 5 de junio:
  - en Guatemala, Ramiro de León Carpio, es elegido como nuevo presidente de ese país, en sustitución de Jorge Serrano Elías.
  - Ramón J. Velásquez jura como presidente interno de Venezuela hasta el 2 de febrero de 1994.
- 6 de junio:
  - Ramiro de León Carpio jura como nuevo presidente de Guatemala, tras el autogolpe de estado llamado "Serranazo" del expresidente Jorge Serrano Elías.
  - Felipe González es reelegido presidente del Gobierno de España tras la victoria del PSOE en las elecciones generales
  - Gonzalo Sánchez de Lozada es elegido como nuevo presidente de Bolivia por primera vez.
- 7 de junio: en la autopista que une Núremberg con Múnich, Alemania fallece el mítico jugador de baloncesto Dražen Petrović en un accidente de automóvil, cuando regresaba de un partido con la selección croata.
- 15 de junio:
  - en Madrid, el papa Juan Pablo II consagra la catedral de la Almudena.
  - Fallece de infarto el expiloto británico James Hunt.
  - comienzo de la 36.ª edición de la Copa América 1993 en Ecuador.
- 18 de junio: en Guatemala, Arturo Herbruger Asturias es elegido como nuevo vicepresidente de ese país en sustitución de Gustavo Adolfo Espina Salguero.
- 22 de junio:
  - El cantante mexicano Luis Miguel, lanza al mercado su noveno álbum de estudio titulado Aries.
  - en Estados Unidos, La cantautora cubana-estadounidense Gloria Estefan, lanza al mercado su tercer álbum de estudio como solista y álbum debut realizado en español titulado Mi tierra.
- 23 de junio: en Lausana, Suiza se inaugura el Museo Olímpico.
- 24 de junio: Brian Mulroney renuncia a su cargo como 22.º primer ministro de Canadá.
- 25 de junio: Kim Campbell jura a su cargo como 23.ª primera ministra de Canadá.
- 29 de junio: en Manhattan a las 12:10 p. m. confirman mediante un vocero del St. Clare's Hospital el fallecimiento de Héctor Lavoe a sus 46 años a causa de un paro cardiaco.

### Julio
- 1 de julio: con la ley 5/1993 del Parlamento de Andalucía comienza su andadura la Universidad de Jaén.
- 3 de julio: en el departamento de Quiché (Guatemala) es asesinado a balazos Jorge Carpio Nicolle (candidato a la presidencia), junto con otros tres miembros del UCN durante una gira política por el occidente del país.
- 4 de julio: en Guayaquil (Ecuador) Finaliza la Copa América 1993 y Argentina es campeón de la Copa América 1993 tras derrotar a la Selección Mexicana y consigue su decimocuarto título.
- 9 de julio: Rusia: el Ministerio del Interior británico declara oficialmente que los huesos encontrados en la fosa de Ekaterinburgo pertenecen al zar Nicolás II y a la zarina Alejandra Fiódorovna Románova, de la familia de los Romanov, fusilados en 1918 por un pelotón bolchevique.
- 12 de julio: un terremoto de 7,7 frente a la isla japonesa de Hokkaidō provoca un devastador tsunami que mata a 230 personas en la pequeña isla de Okushiri.
- 18 de julio:
  - fracasan las conversaciones en El Aaiún entre el Frente Polisario y el gobierno de Marruecos para realizar el referéndum de autodeterminación exigido por la ONU para el Sahara Occidental.
  - mediante un concierto, la banda irlandesa U2 dialoga con los refugiados durante la disolución de la Unión Soviética.
  - en México se funda la cadena de televisión TV Azteca.
- 19 de julio: se inaugura el puente internacional sobre el río Miño, en Tuy (Pontevedra), que une a España y Portugal.
- 21 de julio: Antón García Abril y Luis Gálvez ganan el Premio Nacional de Música.
- 22 de julio: se lanza al espacio el cohete Ariane IV, que transporta el satélite español de comunicaciones Hispasat 1B.
- 25 de julio:
  - la Selección Mexicana resulta campeón de la Copa de Oro de 1993 al vencer al equipo de Estados Unidos por 4-0.
  - la selección de fútbol de Bolivia vence en eliminatorias (por dos goles a cero) a la selección de Brasil y le quita el invicto histórico.
- 27 de julio: se lanza la primera versión de Windows NT, o sea, Windows NT 3.1

### Agosto
- 1 de agosto: El margen del Mecanismo Europeo de Tipos de Cambio se amplió al 15% para dar cabida a la especulación contra el franco francés y otras monedas.
- 2 de agosto:
  - En México, el Grupo Salinas inaugura el canal TV Azteca (antes Imevisión).
  - En la localidad asturiana de Vega de Anzo (España) chocan y se incendian un tren de mercancías y otro de pasajeros; mueren 12 personas y 7 resultan heridas.
- 6 de agosto:
  - Gonzalo Sánchez de Lozada asume la presidencia de Bolivia por primera vez.
  - en la Ciudad del Vaticano, el papa Juan Pablo II publica su décima encíclica, Veritatis Splendor.
- 8 de agosto: en Guam se registra un fuerte terremoto de 7,8 que deja varios heridos y varios daños.
- 10 de agosto: 
  - en Noruega, el músico Varg Vikernes mata al guitarrista Euronymous (Øystein Aarseth).
  - El cantautor italiano Eros Ramazzotti, publica su álbum Todo historias.
- 11 de agosto: tercera visita del papa Juan Pablo II a Mérida, Yucatán, México.
- 12 de agosto: en Buenos Aires (Argentina), el Gobierno de Carlos Saúl Menem firma el Pacto Fiscal II, que disminuyó la presión tributaria provincial («Achicar el estado es agrandar la Nación»). Esto provocó una recesión dos años después, ya que disminuyó la capacidad productiva de las provincias.[14]
- 13 de agosto: más de 130 personas mueren en el derrumbe del Hotel Royal Plaza en Nakhon Ratchasima, el peor desastre hotelero de Tailandia.
- 13 de agosto al 22 de agosto: clausura de Campeonato Mundial de Atletismo en Stuttgart, Alemania.
- 15 de agosto: Juan Carlos Wasmosy toma posesión como presidente de Paraguay.
- 16 de agosto: en Estados Unidos, Ian Murdock anuncia, mediante un correo electrónico, la Distribución Linux del proyecto Debian.
- 17 de agosto: El cantautor español Alejandro Sanz, lanza al mercado su segundo álbum de estudio titulado Si tú me miras.
- 18 de agosto: 
  - un atentado con carta-bomba enviado a la cárcel de Itagüí y perpetrado por Los Pepes deja ciego a Roberto Escobar Gaviria, "el Osito" tras abrir la carta que le explotó en la cara.
  - Atentados de Caracas de 1993, un carro bomba explota en el estacionamiento del Centro Ciudad Comercial Tamanaco (CCCT).
- 23 de agosto: inicia sus transmisiones Fox Latinoamérica.
- 27 de agosto: en México se crea el canal televisivo de videos Telehit.
- 28 de agosto:
  - sale al aire la serie infantil estadounidense Mighty Morphin Power Rangers, basada en la serie japonesa Kyōryū Sentai Zyuranger.
  - la sonda Galileo sobrevuela el asteroide (243) Ida.
- 30 de agosto: en Casablanca (Marruecos) el rey Hassan II inaugura la Gran Mezquita que lleva su nombre, la mayor del mundo después de la de La Meca.
- 31 de agosto:
  - en Lituania los últimos soldados del antiguo ejército soviético abandonan el país.
  - en Venezuela, el senado destituye a Carlos Andrés Pérez.
  - La cantautora estadounidense Mariah Carey, publica su tercer álbum de estudio titulado Music Box.
  - La cantautora mexicana de rock en español Alejandra Guzmán, pública Libre.

### Septiembre
- El servicio en línea AOL empezó a ofrecer acceso a Usenet a sus decenas de miles, más tarde millones, de usuarios, creando el llamado Septiembre Eterno.
- 1 de septiembre: se inaugra el instituto de educación secundaria IES Siglo XXI en Pedrola (Zaragoza, España)
- 4 de septiembre: en Nicaragua se inaugura la nueva catedral de Managua.
- 5 de septiembre: en el Estadio Monumental (Buenos Aires), la selección de Colombia gana a la de Argentina 5-0, por las eliminatorias al Mundial de fútbol de Estados Unidos 1994.

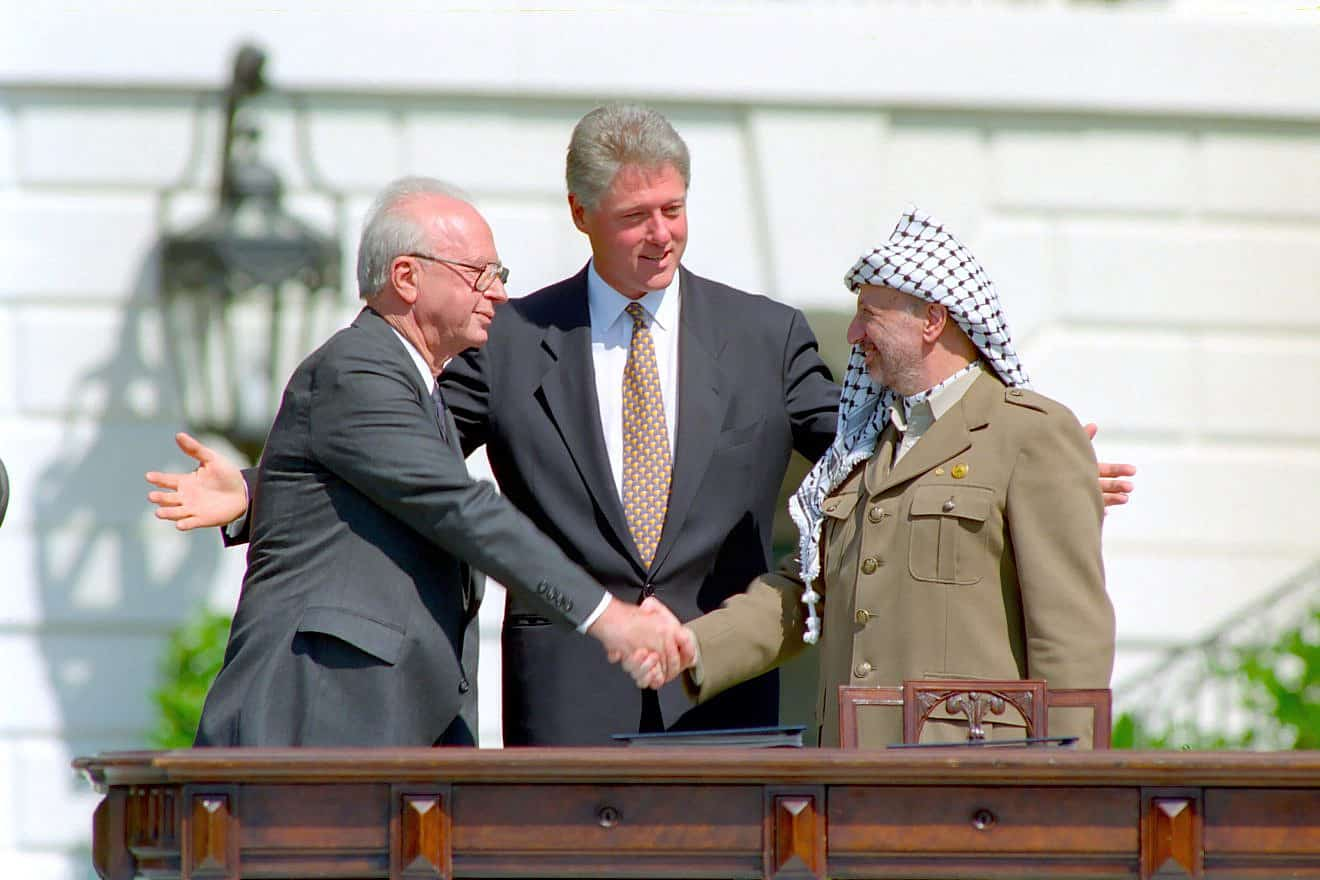
Isaac Rabin, Bill Clinton y Yasser Arafat durante los Acuerdos de Oslo.

- 13 de septiembre:

en Washington D. C. se firma la Declaración de Principios para la autonomía de Gaza y Jericó, tras los acuerdos de Oslo; Isaac Rabin y Yasir Arafat se dan la mano.
- 13 de septiembre:Inicia sus transmisiones el desaparecido canal latinoamericano de documentales Infinito (que hoy en día es conocido como TNT Series).
- 19 de septiembre: Bolivia consigue su primera clasificación por mérito propio al Mundial de Fútbol de la FIFA a celebrarse en el Mundial Estados Unidos 1994 al empatar a un gol como visitante frente a Ecuador.
- 20 de septiembre: en el estado de Oregón se registran dos terremotos de 6,0 y 5,9.
- 21 de septiembre: Crisis constitucional rusa. Discurso televisivo de Boris Yeltsin (sobre la disolución del Congreso de los Diputados del Pueblo de Rusia y el Sóviet Supremo de Rusia, organismos que eran un obstáculo para su consolidación en el poder y la realización de la reforma neoliberal). El decreto de Yeltsin era ilegal al ir en contra de la vigente Constitución de Rusia. El actual vicepresidente, Aleksandr Rutskói,  fue nombrado presidente de acuerdo con la constitución por el Sóviet Supremo de Rusia de acuerdo con la constitución.
- 21 de septiembre, se publica el tercer y último álbum de estudio de la banda de grunge Nirvana, In utero, el cual contiene canciones como Heart-Shaped Box, Dumb, Pennyroyal tea y All apologies
- 22 de septiembre: accidente ferroviario de Big Bayou Canot cerca de Mobile (Estados Unidos): mueren 47 personas.
- 23 de septiembre: se convoca una huelga en la empresa mexicana de fabricación de alimentos Sosa Texcoco, que duraría varios años y terminaría con la quiebra de la empresa.
- 24 de septiembre: muere Ian Stuart, cantante de la banda Skrewdriver, un grupo musical británico conocido por su papel en el desarrollo del movimiento ultraderechista RAC (Rock Against Communism: rock contra el comunismo).
- 24 de septiembre: Norodom Sihanouk se convierte en rey de Camboya.
- 26 de septiembre: en Oracle (Arizona) finaliza la cuarentena de dos años de un equipo de ocho científicos dentro del millonario proyecto Biosfera 2, construido como ecosistema autosuficiente.
- 28 de septiembre: en Venezuela, un voraz incendio en la Autopista Regional del Centro deja un saldo de 53 muertos y 70 heridos, como producto de la rotura accidental de un gasoducto. (Tragedia de Las Tejerías).
- 30 de septiembre: en la ciudad de Latur, en el estado de Majarastra (India), un terremoto de 6,2 mata a 10 000 personas.[15]

### Octubre
- 1 de octubre: inicia sus transmisiones MTV Latinoamérica.
- 3 de octubre: tiene lugar la Batalla de Mogadiscio entre las tropas de Estados Unidos y los guerrilleros de Somalia.
- 3 de octubre: se realizan las elecciones legislativas en Argentina.
- 4 de octubre:

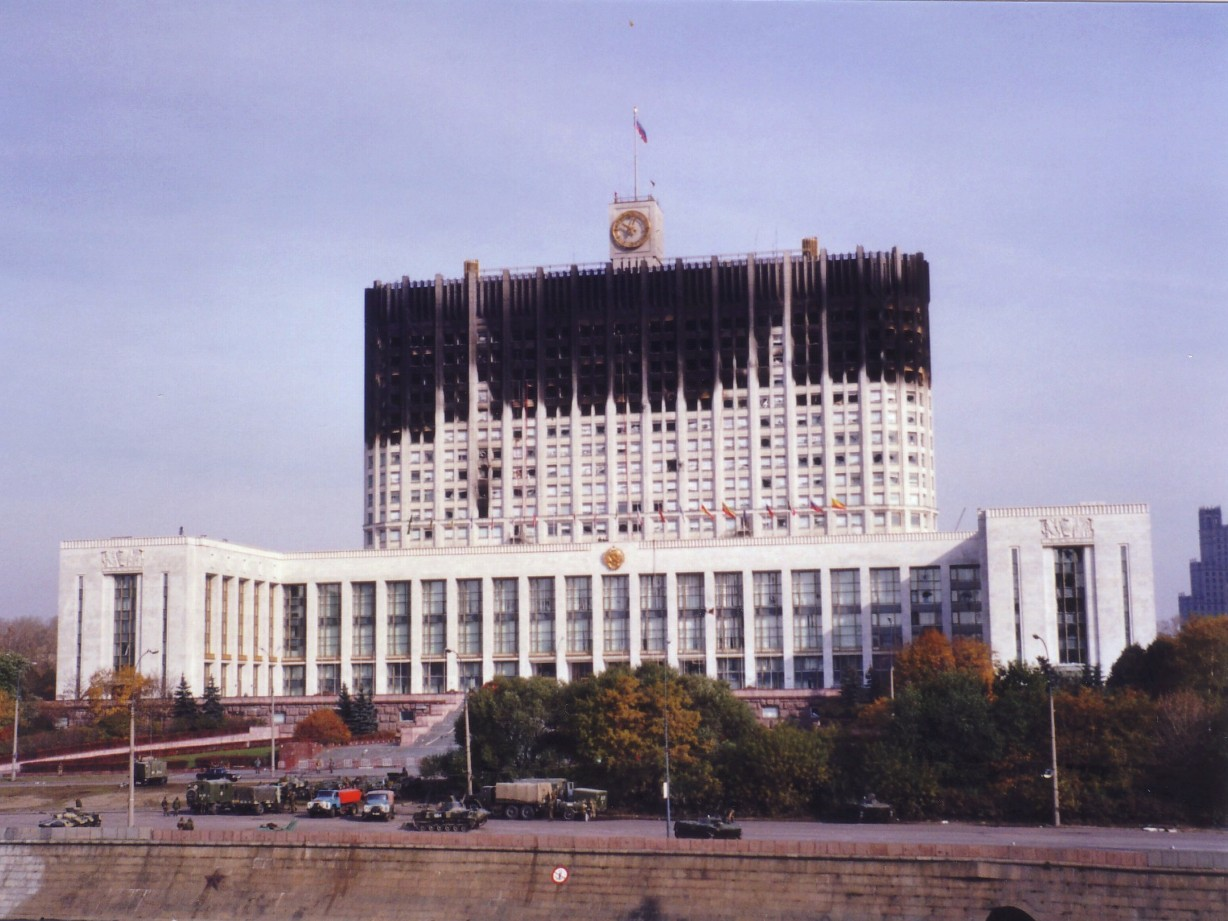
Estado en que quedó la Casa Blanca de Moscú tras ser atacada por el Ejército, octubre de 1993.

tiene lugar la crisis constitucional rusa. Fuerzas militares y de seguridad rusas desalojan la Duma. El enfrentamiento deja alrededor más de 150 muertos.
- 6 de octubre: en Estados Unidos, el baloncestista Michael Jordan anuncia su retiro del juego profesional.
- 6 de octubre: en Colombia la policía abate a Alfonso León Puerta Muñoz, alias El Angelito, quien era el último miembro de importancia del ala militar del Cártel de Medellín.
- 9 de octubre: en Valencia (España) se celebra la XXII Edición del Festival OTI. El tema del país anfitrión, Enamorarse, de la solista Ana Reverte, es el vencedor.
- 11 de octubre: en Ta He (Vietnam), 53 pobladores de tribus montañesas, miembros de la secta del religioso ciego Ca Van Lien se asesinan con armas de fuego.[16]
- 13 de octubre: Una serie de terremotos de 6,5 a 6,9 sacuden los montes Finisterre en Papúa Nueva Guinea dejando un saldo de 60 muertos.
- 21 de octubre: en pleno centro de Lima (Perú), minutos después de las siete de la tarde, explota un coche bomba, dejando un saldo de 3 muertos y 50 heridos.
- 25 de octubre: Jean Chrétien, representante del Partido Liberal, consigue la victoria en las elecciones federales de Canadá, desplazando del poder al Partido Conservador.

### Noviembre
- 1 de noviembre: entra en vigor el Tratado de Maastrich.
- 3 de noviembre: Jean Chrétien se convierte en 24.º primer ministro de Canadá.
- 6 de noviembre: se realizan en Nueva Zelanda las elecciones generales.
- 9 de noviembre: en la localidad de Mostar (Bosnia), tras varios días de bombardeo ―en el marco de la guerra de Bosnia― se cae el puente Stari Most, construido en 1566. Será reconstruido en 2003.
- 12 de noviembre: el actor Paco Rabal recibe la medalla de oro de la Academia del Cine español.
- 14 de noviembre: plebiscito de estatus en Puerto Rico, gana el Estado Libre Asociado con el 48.6% de los votos.
- 17 de noviembre: en Sudáfrica acaba el dominio de la minoría blanca (apartheid) con la firma de una Constitución interina.
- 18 de noviembre: en España, la Ley de Seguridad Ciudadana es declarada inconstitucional, lo que provoca la dimisión del ministro del interior, José Luis Corcuera..
- 19 de noviembre: inauguración de los Juegos Centroamericanos y del Caribe Ponce 1993.
- 20 de noviembre: cerca de Ohrid (República de Macedonia) se estrella un Avioimpex Yak 42D. Mueren los ocho miembros de la tripulación y 115 de los 116 pasajeros. El único superviviente murió unos pocos días después.
- 21 de noviembre: se realiza la segunda ronda de las Elecciones regionales y municipales de Italia de 1993 en Italia.
- 28 de noviembre: en Honduras, Carlos Roberto Reina gana las elecciones generales.
- 28 de noviembre: en México es proclamado como el precandidato del PRI a la presidencia Luis Donaldo Colosio.
- 30 de noviembre: el presidente mexicano Carlos Salinas de Gortari aprueba el Tratado de Libre Comercio de América del Norte.

### Diciembre

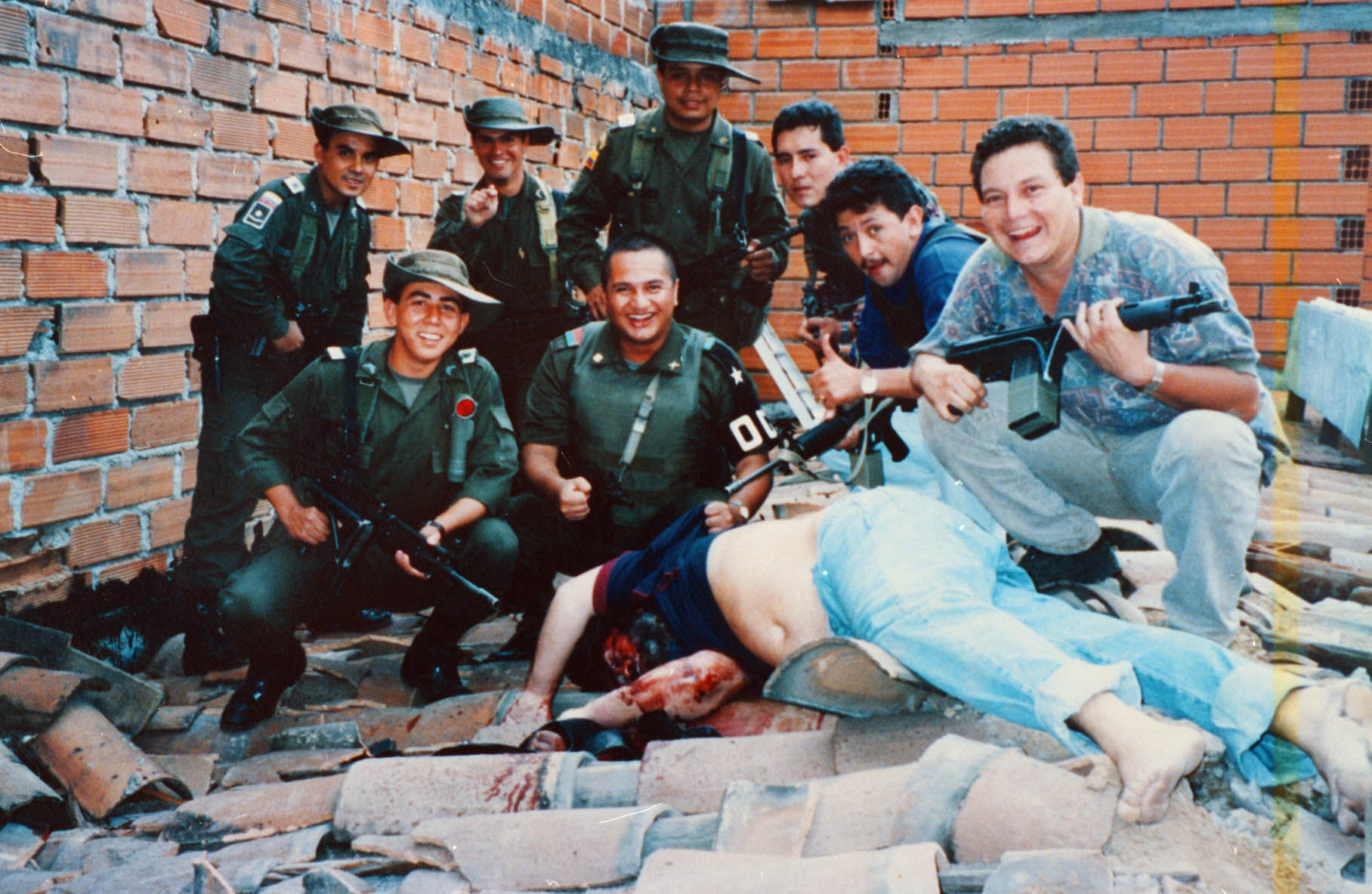
Miembros del Bloque de Búsqueda con el cuerpo de Pablo Escobar, muerto en un tiroteo tras 17 meses de intensa búsqueda.

- 2 de diciembre: en un barrio del occidente de Medellín, miembros del Bloque de Búsqueda de la policía colombiana matan a Pablo Escobar Gaviria, jefe del Cártel de Medellín.
- 5 de diciembre: Rafael Caldera gana las elecciones presidenciales de Venezuela por segunda y última vez.
- 5 de diciembre: en Italia se realiza la tercera y última ronda de los comicios regionales y municipales.
- 8 de diciembre: el presidente de los Estados Unidos, Bill Clinton, aprueba el Tratado de Libre Comercio de América del Norte con Canadá y México.
- 10 de diciembre: la UNESCO declara la Ruta Jacobea española como Patrimonio de la Humanidad, en su reunión anual celebrada en Cartagena de Indias (Colombia).
- 11 de diciembre: en Chile es elegido presidente chileno Eduardo Frei Ruiz-Tagle, que obtuvo un 58 % de los votos.
- 12 de diciembre: en Rusia se celebran las elecciones legislativas.
- 16 de diciembre: en la ciudad de Santiago del Estero (Argentina) se realiza una revolución popular contra el Gobierno del presidente Menem conocida como el «Santiagueñazo».
- 16 de diciembre: en la ciudad de Buenos Aires se inaugura el estadio Nuevo Gasómetro del club de fútbol San Lorenzo de Almagro.
- 19 de diciembre: en Las Vegas (Estados Unidos) se realizó el Sorteo de la Copa Mundial de Fútbol de 1994.
- 27 de diciembre: en El Cairo (Egipto) la OLP (Organización para la Liberación de Palestina) e Israel negocian un acuerdo definitivo para Gaza y Jericó.
- 28 de diciembre: en España, el Banco de España interviene al banco Banesto (bajo la dirección de Mario Conde).
- 29 de diciembre: en Venezuela, la Sudeban autoriza el funcionamiento oficial del Banco Confederado como banco comercial.
- 29 de diciembre: en París (Francia) comienza el Rally Dakar de 1994 que tras recorrer España, Marruecos, Mauritania y Senegal― terminó en Eurodisney.
- 30 de diciembre: Israel y la Santa Sede firman en Jerusalén un acuerdo histórico de reconocimiento mutuo y al mismo tiempo establecen relaciones diplomáticas.
- 31 de diciembre: en Nueva Orleans (Estados Unidos) se conoce la desaparición de Ylenia Carrisi (23), la hija mayor del cantante italiano Al Bano y la actriz estadounidense Romina Power. Nunca más se sabrá de ella. Quince días antes, el guardián del acuario municipal vio a una mujer con las mismas características que Ylenia lanzarse al río Misisipi.[17]

## Arte y literatura
- 6 de enero: Rafael Argullol obtiene el premio Nadal por su novela La razón del mal.
- 25 de junio: Fernando Arrabal es galardonado con el premio de teatro de la Academia Francesa, y se convierte en el primer dramaturgo español que consigue tal distinción.
- Arturo Pérez-Reverte:
  - El club Dumas.
  - La sombra del águila.
- Miguel Argaya publica Carta triste a Jorge.
- El pianista turco Fazıl Say (1970-) compone su famosa versión jazzística del Rondó alla turca (de Mozart).

## Ciencia y tecnología
- 28 de agosto: la nave Galileo, de camino a Júpiter, sobrevuela el asteroide (243) Ida.

### Matemáticas
- 24 de junio: el británico Andrew Wiles revoluciona las matemáticas al solucionar el Último teorema de Fermat

### Medicina y biología
- Investigadores del Centro de Estudios del Polimorfismo Humano de París, hacen público el primer mapa físico del 90 % del genoma humano.
- Se hace público por primera vez un ensayo de clonación humana.
- Científicos estadounidenses proponen elaborar el mapa genético de todas las poblaciones humanas estudiando a 500 grupos étnicos.

### Consolas y videojuegos
- Abril: lanzamiento en Europa del periférico Sega Mega-CD.
- 23 de septiembre: lanzamiento del videojuego Sonic CD.
- Midway Games lanza la Segunda Entrega de Mortal Kombat.
- 1 de octubre: lanzamiento en Estados Unidos de la videoconsola de quinta generación 3DO.
- 11 de junio: lanzamiento de la videoconsola Atari Jaguar.
- Id Software Lanza el famoso videojuego Doom.
- 14 de julio: lanzamiento del videojuego Super Mario All-Stars, recopilatorio y remake de los videojuegos de Super Mario de la consola NES, además que por primera vez Super Mario Bros. 2 japonés fue lanzado en el resto del mundo bajo el nombre de Super Mario Bros.: The Lost Levels.
- Capcom lanza Super Street Fighter II.
- Se crea el primer videojuego de la saga FIFA.
- Ocurren los eventos ficticios del videojuego "Five Nights At Freddy´s" publicado por Scott Cawthon en 2014

## Deporte

### Fútbol
- El Club Atlético Vélez Sarsfield se consagra campeón del Torneo Clausura en el fútbol argentino, y River Plate se corona en el Torneo Apertura.
- El FC Barcelona se proclama campeón de la Liga española de fútbol.
- El Real Madrid se proclama campeón de la Copa del Rey de España de fútbol.
- Balón de Oro: El italiano Roberto Baggio, de la Juventus, es designado mejor futbolista del mundo del año por la revista France Football.
- Liga Mexicana: El Atlante se corona campeón de liga al vencer 4 a 0 al Monterrey.
- El Olympique de Marsella conquista su primera Copa de Europa, tras derrotar al AC Milan por 1-0. Sin embargo, pese a los escándalos de corrupción en el fútbol francés, los marselleses descienden a la segunda división de su liga.
- Club Sport Herediano se corona campeón con su título 21 en Costa Rica.
- Copa de la UEFA: Juventus logra la Copa UEFA tras ganarle a la Fiorentina.
- Recopa de Europa: Parma FC.
- Copa Libertadores de América: Sao Paulo FC campeón.
- Copa Conmebol: Botafogo se consagra campeón de la competición, tras vencer a Peñarol en la definición por penales 3-1, luego de empatar 3-3 en el global en el Maracaná
- México es invitado por primera vez a la Copa América en Ecuador, sorprendiendo a toda Sudamérica al llegar a la final perdiendo con Argentina 2-1.
- Fútbol Profesional Colombiano: Junior campeón.
- Campeonato Ecuatoriano de Fútbol: Emelec campeón por séptima vez en su historia.
- Colo-Colo se proclama campeón del Torneo Nacional chileno, tras vencer 3-0 a Unión Española.
- Liga Peruana de Fútbol: Universitario de Deportes.
- Liga Uruguaya de Fútbol: Campeón Uruguayo: Club Atlético Peñarol, dirigido por Gregorio Pérez
- 25 de julio: México vence 4-0 a Estados Unidos y se proclama campeón de la Copa de Oro de la Concacaf.
- Liga Paraguaya de Fútbol: Club Olimpia
- Liga Venezolana de Fútbol: Club Sport Marítimo
- Liga Boliviana de fútbol: The Strongest
- Brasileirao: Palmeiras
- 1 Bundesliga: Werder Bremen
- La selección de Colombia vence 5-0 a Argentina en las eliminatorias de 1994
- Copa Intercontinental '93: São Paulo FC de Brasil vence al AC Milan de Italia con marcador de 3-2.

### Tenis
- Wimbledon: Hombres: Pete Sampras a Jim Courier. Mujeres: Steffi Graf a Jana Novotná.
- Roland Garros: Hombres: Sergi Bruguera a Jim Courier. Mujeres: Steffi Graf a Mary Joe Fernández.
- US Open: Hombres: Pete Sampras a Cédric Pioline. Mujeres: Steffi Graf a Helena Suková.
- Abierto de Australia: Hombres: Jim Courier a Stefan Edberg. Mujeres: Mónica Seles a Steffi Graf.

### Atletismo
- Campeonato del Mundo de Atletismo: Se celebra la cuarta edición en Stuttgart (Alemania).

### Motociclismo
- Campeonato del Mundo de Trial: Jordi Tarrés (España), campeón del mundo.

### Automovilismo
- Fórmula 1: Alain Prost gana su cuarto y último título a bordo de un Williams retirándose al final de la temporada 1993.
- WRC: Juha Kankkunen gana el título a bordo de un Toyota Celica Turbo 4WD
- Rally Dakar: Bruno Saby gana la competencia a bordo de una Mitsubishi Montero
- NASCAR: Dale Earnhardt gana el título a bordo de un Chevrolet Lumina
- CART: Nigel Mansell gana el título a bordo de un Lola-Ford
- 500 Millas de Indianápolis: Emerson Fittipaldi gana la competencia
- Turismo Carretera: Walter Hernández gana el título a bordo de un Ford Falcon
- Turismo Competición 2000: Juan María Traverso gana el título a bordo de una Coupé Fuego

## Cine
- 7 de mayo: Mucho ruido y pocas nueces, de Kenneth Branagh.
- 15 de mayo: The Piano, de Jane Campion. Estrenada en el Festival de Cannes.
- 29 de octubre: The Nightmare Before Christmas, dirigida por Henry Selick y producida por Tim Burton.
- 3 de diciembre:Cronos, dirigida por Guillermo del Toro
- 9 de junio: Orlando, dirigida por Sally Potter.
- 15 de septiembre: La lista de Schindler (Schindler's List), dirigida y producida por Steven Spielberg.
- Parque Jurásico (Jurassic Park), dirigida y producida por Steven Spielberg.
- Atrapado Por Su Pasado (Carlito's Way), dirigida por Brian De Palma.
- Super Mario Bros. (Super Mario Bros.), dirigida por Anabel Jankel.
- Geronimo: Una Leyenda Americana (Geronimo: An American Legend), dirigida por Walter Hill.
- Una Luz En El Infierno (A Bronx Tale), dirigida (debut) por Robert De Niro.
- La Casa De Los Espíritus (The House of the Spirits), dirigida por Bille August.
- Tango feroz: la leyenda de Tanguito (Tango Feroz: La Leyenda De Tanguito), dirigida por Marcelo Piñeyro.
- Iron Monkey, dirigida por Woo-ping Yuen.
- El Fugitivo (The Fugitive), dirigida por Andrew Davis.
- Un día de Furia (Falling Down), dirigida por Joel Schumacher.
- ¡Viven! (Alive), dirigida por Frank Marshall.
- Sintonía de amor (Sleepless in Seattle), dirigida por Nora Ephron.
- Loca Academia De Pilotos Parte 2 (Hot Shots! Part Deux), dirigida por Jim Abrahams.
- El Francotirador (Sniper), dirigida por Luis Llosa.
- El Hijo de la Pantera Rosa (Son of the Pink Panther), dirigida por Blake Edwards.
- Malice, dirigida por Harold Becker.
- Demolition Man, dirigida por Marco Brambilla.
- Fearless, dirigida por Peter Weir.
- Philadelphia, dirigida por Jonathan Demme.
- RoboCop 3, dirigida por Fred Dekker.
- Los Tres Mosqueteros (The Three Musketeers), dirigida por Stephen Herek.
- El Mundo Según Wayne 2 (Wayne's World 2), dirigida por Stephen Surjik.
- Batman: La Máscara del Fantasma (Batman: Mask of the Phantasm), dirigida por Eric Radomski.
- Un mundo perfecto (A perfect world), dirigida por Clint Eastwood.
- Godzilla vs. Mechagodzilla II',' dirigida por Takao Okawara.

Todas las fechas pertenecen a los estrenos oficiales de sus países de origen, salvo que se indique lo contrario.

## Videojuegos
- Nintendo saca a la venta el videojuego: Super Mario All Stars para el Super Nintendo.
- Capcom lanza el videojuego de Arcade Super Street Fighter II.
- Shigeru Miyamoto saca a la venta el primer Star Fox para Super Nintendo.
- Nintendo lanza The Legend of Zelda: Link's Awakening para la Game Boy
- Sale a la venta el popular videojuego Doom de Id Software.
- Nintendo lanza el videojuego Kirby's Adventure.
- Wario Land: Super Mario Land 3 sale a la venta para la consola portátil Game Boy.
- SEGA saca a la venta Sonic CD para el periférico Sega Mega-CD
- Capcom lanza Mega Man X para la SNES.
- Sale a la venta el videojuego de peleas Mortal Kombat 2 desarrollado por Midway Games

## Música

### Festivales
- El 15 de mayo se celebra la XXXVIII edición del Festival de la Canción de Eurovisión en Millstreet  Irlanda.

Ganadora: La cantante Niamh Kavanagh con la canción «In Your Eyes» representando a Irlanda .

### Noticias
- 15 de mayo: Se disuelve la banda peruana Arena Hash, conformada por Pedro Suárez-Vértiz, su hermano Patricio Suárez-Vértiz, Arturo Pomar Jr. y Christian Meier, realizando su último concierto en el coliseo del colegio San Agustín.

### Publicaciones
- a-ha: Memorial Beach.
- ABBA: More ABBA Gold.
- Ace of Base: The Sign.
- Aerosmith: Get a Grip (20 de abril)
- Alejandra Guzmán: Libre
- Alejandro Lerner: Amor infinito.
- Alejandro Fernández:  Piel de niña.
- Alejandro Sanz: Si tú me miras, su segundo álbum de estudio, producido por Nacho Mañó y coproducido por Miguel Ángel Arenas y Paco de Lucía.
- A.N.I.M.A.L.: A.N.I.M.A.L..
- Ana Gabriel: Luna.
- Annihilator: Set the World on Fire.
- Atheist: Elements.
- Banda Kañon: Amiga mi enemiga.
- Banda Machos: Los machos también lloran.
- Barney: Barney's Favorites Vol. 1.
- Beck: Mellow Gold.
- Bee Gees: Size Isn't Everything.
- Bersuit Vergarabat: Asquerosa alegría.
- Big Boy: Mr. Señor Big Boy.
- Billy Idol: Cyberpunk.
- Billy Joel: River of Dreams
- Binomio de Oro de América: Todo corazón.
- Björk: Debut.
- Blur: Modern Life Is Rubbish
- Bob Dylan: The 30th Anniversary Concert Celebration, World Gone Wrong.
- Bronco: Pura Sangre, Dos mujeres, un camino
- Brujería: Matando güeros.
- Bryan Adams: So Far So Good.
- Cantando Aprendo a Hablar: Vol. 3.
- Carcass: Heartwork.
- Carlos Mata: Mírame a los ojos.
- Carlos Vives: Clásicos de la provincia
- Carmen Electra: Carmen Electra.
- Celia Cruz: Azúcar negra.
- Celtas Cortos: Tranquilo Majete.
- Cocteau Twins: Four-Calendar Cafe.
- Collective Soul: Hints, Allegations, and Things Left Unsaid.
- Crash Test Dummies: God Shuffled His Feet.
- Cristian Castro: Un segundo en el tiempo.
- Cyndi Lauper: Hat Full of Stars.
- Danza Invisible: Clima Raro.
- Def Leppard: Retro Active.
- Depeche Mode: Songs of Faith and Devotion.
- Diomedes Díaz: Título de amor.
- Dire Straits: On the Night.
- Duran Duran: Duran Duran.
- Eazy-E: It's On (Dr. Dre) 187um Killa
- Eduardo Capetillo: Aquí estoy.
- El Último de la Fila: Astronomía razonable.
- Enigma: The Cross of Changes.
- Erasure: Always
- Erick Sermon: No Pressure.
- Erik Rubín: La casa del amor.
- Eros Ramazzotti: Todo historias (10 de agosto), producido por Piero Cassano.
- Eva Ayllón: Gracias a la vida
- Fabiana Cantilo: Golpes al Vacío
- Fabulosos Cadillacs: Vasos vacíos
- Fangoria: Un día cualquiera en Vulcano S.E.P. 2.0
- Fight: War of Words.
- Flavio César: Flavio César.
- Franco De Vita: Voces a mi alrededor, su quinto álbum de estudio, producido por Luis Moreno y coproducido por Franco De Vita.
- Gilda: La Única
- Glass Tiger: The Best of Glass Tiger
- Gloria Estefan: Mi tierra.
- Gloria Trevi: Mundos atrevidos (trilogía) y Más turbada que nunca.
- Guadalupe Pineda: De nuevo sola.
- Guillermo Dávila: Por amarte tanto.
- Guns N' Roses: The Spaghetti Incident?.
- Gustavo Cerati: Amor Amarillo.
- Héctor Lavoe y Van Lester: The Master & The Protege .
- Héroes del Silencio: El espíritu del vino.
- Intocable: Simplemente....
- Iván Villazón: Mar de lágrimas.
- Jamiroquai: Emergency on Planet Earth.
- Jean Michel Jarre: Chronologie.
- José Luis Perales: Gente maravillosa.
- Joe Satriani: Time Machine.
- L'Arc~en~Ciel: Dune.
- La Renga: A donde me lleva la vida
- La Sonora de Tommy Rey: Déjate querer.
- Laura Branigan: Over My Heart
- Laura León: Dos mujeres, un camino
- Laura Pausini: Laura Pausini.
- Lenny Kravitz: Are You Gonna Go My Way.
- Lordi: Napalm Market
- Los Bybys: Canta corazón
- Los Cougar's: El día que puedas.
- Los Chiches del Vallenato: Mejor que antes
- Los Diablitos: Sorpresa caribe.
- Los Piojos: Chactuchac.
- Los Piratas: Quiero hacerte gritar.
- Los Rodríguez: Sin documentos.
- Los Suaves: Malas noticias.
- Los Tres: Se Remata El Siglo.
- Los Tigres del Norte:, La garra de....
- Lucía Méndez: Se prohíbe
- Luis Miguel: Aries (22 de junio), su décimo cuarto álbum de estudio, producido por Luis Miguel y coproducido por Emilio Castillo, Rudy Pérez y Kiko Cibrián.
- Lucero: Lucero.
- Mangeto: Más.
- Marc Anthony: Otra nota.
- Mar de Copas: Mar de Copas.
- Marcos Llunas: Marcos Llunas (21 de septiembre)
- Mariah Carey: Music Box.
- Marta Sánchez: Mujer
- Mazzy Star: So Tonight That I Might See.
- Man Ray (banda): Hombre Rayo
- Mijares: Encadenado.
- Medwyn Goodall: Kingdom of the Sun God.
- Michael Nyman: The Piano.
- Miguel Bosé: Bajo el signo de Caín (8 de junio), su decimoprimer álbum de estudio, producido por Ross Cullum y coproducido por Sandy McLelland.
- Miguel Mateos: Coctel.
- Miki González: Akundún.
- Miriam Cruz y Las Chicas: Nueva vida.
- Miss Rosi: Cantando con Miss Rosi.
- Morbid Angel: Covenant.
- Motörhead: Bastards.
- Musikit: Cantando con Musikit.
- Negu Gorriak: Borreroak Baditu Milaka Aurpegi.
- New Order: Republic.
- Nirvana: In Utero.
- Nosequién y Los Nosecuántos: 11 porotazos súper bailables.
- Omar Geles: Quien quiere, puede....
- Orquesta Salserín: La orquesta infantil del mundo.
- Pablo Ruiz: 60-90 Anoche no dormí
- Pandora: Con amor eterno vol. 2
- Patricio Rey y sus Redonditos de Ricota: Lobo suelto/Cordero atado.
- Paul McCartney: Off the Ground.
- Paulina Rubio: 24 Kilates.
- Pearl Jam: Vs.
- Pedro Fernández: Lo mucho que te quiero
- Pedro Suárez-Vértiz: (No existen) Técnicas para olvidar.
- Pesado: Ayüdame A Olvidar
- Pesado: Puros Corridos
- Pet Shop Boys: Very.
- Poligamia: Una canción
- Quicksand: Slip.
- Radiohead: Pablo Honey.
- Rata Blanca: El Libro oculto
- Rhapsody Of Fire Fundación del grupo.
- Ricardo Arjona: Animal nocturno (9 de febrero)
- Rick Astley: Body & Soul
- Ricky Martin: Me amarás (su segundo álbum de estudio como solista, lanzado al mercado el 25 de mayo producido por el compositor y productor musical español Juan Carlos Calderón).
- Roberto Carlos: Roberto Carlos.
- Rush: Counterparts.
- Sarah McLachlan: Fumbling Towards Ecstasy.
- Sepultura: Chaos A.D.
- Shakira: Peligro.
- Seguridad Social: Quiero tener tu presencia.
- Siniestro Total: Made in Japan.
- Snoop Dogg: Doggystyle.
- Soda Stereo: Zona de Promesas.
- Sofia Rotaru: Caravan of Love, Lavender y Sofia Rotaru.
- Sting: Ten Summoner's Tales.
- Tears for Fears: Elemental.
- Timbiriche: Timbiriche XII.
- The Cranberries: Everybody Else Is Doing It, So Why Can't We?
- The Smashing Pumpkins: Siamese Dream.
- Tool: Undertow.
- U2: Zooropa.
- UB40: Promises and Lies
- Vico C: Explosión
- Víctor Manuel: A donde irán los besos
- Whigfield: Whigfield.
- X Japan: Art of Life.
- Yuri: Nueva Era
- Selena: Primera presentación en el Astrodome de Houston, Texas.

## Premios Nobel
- Física: Russell A. Hulse, Joseph H. Taylor Jr..[18]
- Química: Kary Mullis, Michael Smith.[18]
- Medicina: Richard J. Roberts, Phillip A. Sharp.[18]
- Literatura: Toni Morrison.[18]
- Paz: Nelson Mandela, Frederik Willem de Klerk.[18]
- Economía: Robert Fogel, Douglass North.[18]

## Premios Príncipe de Asturias
- Artes: Francisco Javier Sáenz de Oiza.[19]
- Ciencias Sociales: Silvio Zavala.[19]
- Comunicación y Humanidades: Vuelta.[19]
- Concordia: Gesto por la Paz de Euskal Herria.[19]
- Cooperación Internacional: Cascos azules de la ONU destinados en la antigua Yugoslavia.[19]
- Deportes: Javier Sotomayor.[19]
- Investigación Científica y Técnica: Amable Liñán.[19]
- Letras: Claudio Rodríguez.[19]